# Styl (językoznawstwo)
Styl – sposób ukształtowania tekstu (doboru i organizacji środków językowych) w zależności od różnych czynników wyboru, zarówno indywidualnych, jak i ponadindywidualnych. Ukształtowanie stylistyczne polega na doborze środków dostępnych w systemie języka; ujawnia się przede wszystkim w warstwie leksykalnej i frazeologicznej, choć możliwe są również różnice w wymowie, fleksji, składni, a także w zewnętrznej szacie ortograficznej.
Dla ukształtowania stylistycznego tekstu istotne są nie tylko czynniki jednostkowe, ekspresywno-impresywne i estetyczne, ale również czynniki ponadindywidualne, niezależne od zawartości komunikacyjnej; w związku z tym pojęcie stylu jest odnoszone do całych zbiorów tekstów właściwych dla pewnej dziedziny życia lub grupy autorów. Dobór cech stylistycznych ma charakter systematyczny. Wyodrębnia się style indywidualne (idiolekty), charakterystyczne dla poszczególnych użytkowników języka, oraz style społeczne, uzależnione od celu, tematu oraz sytuacji nadawcy i odbiorcy wypowiedzi. Można też mówić o stylu pojedynczego tekstu. Świadomość doboru środków językowych różni się w zależności od typu komunikatu.
Funkcjonalne zróżnicowanie stylistyczne jest charakterystyczną cechą języków standardowych (ogólnonarodowych), obejmujących swoim zasięgiem wszelkie dziedziny życia. Umiejętność odpowiedniego posługiwania się stylami językowymi stanowi istotną część kompetencji językowych. Zdarza się, że obszary poszczególnych stylów funkcjonalnych są obsługiwane przez różne języki.
Styl to relacja między znaczeniem tekstu a formą wyrażenia tego sensu za pomocą środków językowych. Stanowi związek między formą oznaczającą a treścią oznaczaną wypowiedzenia, czyli według nazewnictwa Noama Chomsky’ego napięcie między strukturą głęboką a strukturą powierzchniową danego tekstu.
Tradycyjną dyscypliną zajmującą się stylami językowymi jest stylistyka. Stylistyka stoi na pograniczu językoznawstwa i nauki o literaturze.

## Podział stylów
Klasyfikacja stylów może być oparta na różnych kryteriach. Przedstawiciele praskiej szkoły strukturalistycznej wypracowali teorię stylów funkcjonalnych (języków funkcjonalnych), wyodrębnianych ze względu na funkcję wypowiedzi. 
Do stylów funkcjonalnych (użytkowych) zalicza się: 
- styl artystyczny (literacki)
- styl naukowy
- styl popularnonaukowy
- styl potoczny
- styl publicystyczny (dziennikarski, medialny)
- styl retoryczny
- styl urzędowo-kancelaryjny (administracyjno-prawny).

W praktyce teksty mogą występować w formach mieszanych, a precyzyjne rozgraniczenie stylów funkcjonalnych nie zawsze jest możliwe. Style funkcjonalne tworzą kontinuum.
Istnieją także inne, nieterminologiczne lub doraźne sposoby opisu stylów językowych; mowa np. o stylu kwiecistym, ozdobnym, ekonomicznym.
W ujęciu czeskim styl obiektywny, oparty na normie i uzusie, obejmuje uogólnione typy środków językowych: z jednej strony w zależności od adresata, sytuacji i rodzaju kontaktu (np. styl pisany/mówiony, oficjalny/nieoficjalny), a z drugiej – w zależności od funkcji wypowiedzi (style funkcjonalne). Z kolei styl subiektywny ma charakter indywidualny i nienormowany; jest związany z preferencjami danego autora. Styl charakterystyczny dla pojedynczej osoby zwany jest idiolektem. Pośród stylów artystycznych moźna wyróżnić style indywidualne (styl pewnego dzieła literackiego, styl autora) oraz style typowe (właściwe dla epoki, prądu literackiego, gatunku itp.), zakładające podporządkowanie się normom danej grupy wypowiedzi.
Style artystyczne są oceniane z wykorzystaniem kryteriów wypracowanych przez teorię literatury. Z kolei style nieartystyczne i zagadnienia związane z ich oceną należą do problematyki kultury języka.
Pokrewnym terminem socjolingwistycznym (właściwie odpowiadającym znaczeniowo stylowi funkcjonalnemu) jest rejestr, przy czym określenie to występuje przede wszystkim w tradycji anglosaskiej.